# Manfred Wimmer (Fußballfunktionär)
Manfred Wimmer (* 28. Dezember 1954 in Schönberg, DDR) ist ein deutscher Fußballfunktionär, der fünf Jahre Vorstandsvorsitzender des F.C. Hansa Rostock war.
Der studierte Diplom-Betriebswirt war für Hansa Rostock ab 1982 als Nachwuchsbetreuer tätig und war von 1986 bis 1990 stellvertretender Vorsitzender, zuständig für die Bereiche Organisation und Kader. Im Jahr 2003 wurde ihm vorgeworfen, damals für das Ministerium für Staatssicherheit der Deutschen Demokratischen Republik gearbeitet zu haben. Die Stasi beabsichtigte ab 1986 Wimmer als Inoffiziellen Mitarbeiter (IM) unter dem Namen Herbert Wegner zu führen. Auch wenn er nach eigener Aussage kein Gegner der DDR war, lehnte er eine Zusammenarbeit mit dem Staatssicherheitsdienst als IM ab. Der zuständige Stasi-Hauptmann notierte 1988 hierzu, dass Wimmer einen weichen Charakter habe und vor seiner Couragiertheit zurückwich.
Im Jahr 1995 wurde er zum Schatzmeister des Vereins. In dieser Funktion gehörte er bis zum Jahr 2000 auch dem Vorstand an. Am 1. Juni 2001 wurde er durch den Aufsichtsrat zum Vorstandsvorsitzenden bestellt.
Während seiner Amtszeit als Schatzmeister wurde der Neubau des Nachwuchsinternats und der Vereinsgeschäftsstelle realisiert. Außerdem erfolgte der Umbau des Ostseestadions zu einer modernen Multifunktionsarena, die mit Beginn seiner Amtszeit als Vorstandsvorsitzender eröffnet wurde. Die Profimannschaft erwarb in dieser Zeit den Ruf, besonders durch skandinavische Spieler geprägt zu sein – sieben schwedische, drei dänische und ein finnischer Spieler liefen damals für die Norddeutschen auf, darunter die international renommierten Jari Litmanen und Marcus Allbäck. Mit Rade Prica, der für 2,2 Millionen Euro von Helsingborgs IF nach Rostock kam, tätigte Hansa den teuersten Spielereinkauf seiner Vereinsgeschichte, was angesichts der Kirch-Krise mit besonderem Risiko verbunden war. Im Jugendbereich wurden die Hanseaten 2005 mit der B-Jugend-Mannschaft um Toni Kroos deutscher Vize-Meister. Im gleichen Jahr musste Hansa nach zehn Jahren in der deutschen Spitzenklasse mit den Profis den Abstieg aus der Bundesliga hinnehmen. Wimmer setzte sich für eine stärkere Gleichverteilung der Fernsehgelder in der Fußball-Bundesliga ein. Nach der Saison 2005/06 und dem verpassten Wiederaufstieg in die 1. Bundesliga trat er mit seinem Vorstandskollegen Herbert Maronn von seinem Amt zurück.
Auf der Mitgliederversammlung im November 2008 wurde Wimmer für vier Jahre in den Aufsichtsrat des F.C. Hansa gewählt. Von 2010 bis 2014 war er zudem Schatzmeister des Landesfußballverbandes Mecklenburg-Vorpommern.
Manfred Wimmer hat zwei Kinder. Im Jahr 2006 eröffnete er zusammen mit Dietrich Kehl ein Sportgeschäft in Rostock, dessen Geschäftsführer er bis 2012 war.